# Großer Preis von Frankreich 1992
Der Große Preis von Frankreich 1992 (offiziell Rhône-Poulenc Grand Prix de France) fand am 5. Juli auf dem Circuit de Nevers Magny-Cours in Magny-Cours statt und war das achte Rennen der Formel-1-Weltmeisterschaft 1992.

## Berichte

### Hintergrund
Ein Streik von LKW-Fahrern verursachte im Vorfeld des achten WM-Laufs Verkehrsprobleme in ganz Frankreich. Bis auf Andrea Moda Formula waren alle Formel-1-Teams trotzdem rechtzeitig zum ersten Training vor Ort.
Mit Nigel Mansell (dreimal) trat ein ehemaliger Sieger zu diesem Grand Prix an. Mansell gewann dabei den Großen Preis von Frankreich zweimal als dieser auf dem Circuit Paul Ricard ausgetragen wurde.

### Training
Da aufgrund des Fehlens von Andrea Moda exakt die zulässige Höchstzahl von 30 Trainingsteilnehmern anwesend war, konnte auf eine Vorqualifikation verzichtet werden.
Érik Comas überstand nach einer Kollision mit Gerhard Berger den darauf folgenden heftigen Einschlag in eine Begrenzungsmauer unverletzt. Bei regnerischem Wetter kollidierten im weiteren Verlauf des Trainings Christian Fittipaldi und Michele Alboreto.
Zum siebten Mal am achten Rennwochenende des Jahres qualifizierte sich der mit deutlichem Abstand in der Weltmeisterschafts-Wertung führende Mansell für die Pole-Position. Sein Williams-Teamkollege Riccardo Patrese folgte auf dem zweiten Startplatz vor Ayrton Senna und Berger, die sich in ihren McLaren MP4/7A die zweite Startreihe teilen. Michael Schumacher und Jean Alesi bildeten die dritte Reihe vor ihren jeweiligen Teamkollegen Martin Brundle und Ivan Capelli.

### Rennen
Bei feuchten Streckenbedingungen ging Patrese vor Mansell in Führung. Infolge eines Fahrfehlers kollidierte Schumacher am Ende der Gegengeraden mit Senna, der daraufhin ausschied. Im Mittelfeld ereigneten sich mehrere weitere Kollisionen. Patrese beendete die erste Runde als Führender vor Mansell, Berger, Brundle und Alesi. Mika Häkkinen folgte vor Thierry Boutsen, Comas und Johnny Herbert.
Nach zehn Runden schied Berger wegen eines Motorschadens aus. Kurz darauf begann es zu regnen. Bis zur 18. Runde verschlechterten sich die Wetterbedingungen derart, dass das Rennen mittels der roten Flagge unterbrochen wurde.
Nach dem Ende eines heftigen Schauers wurde ein Neustart durchgeführt. Patrese konnte seine Spitzenposition zunächst verteidigen, wurde jedoch am Ende der Gegengeraden von Mansell überholt. Der Italiener konterte umgehend erfolgreich, ließ seinen Teamkollegen jedoch am Ende der Runde gemäß Stallorder endgültig passieren.
Als es erneut zu regnen begann, steuerten die meisten der Piloten, die zu diesem Zeitpunkt der Spitzengruppe angehörten, die Boxen an, um Regenreifen montieren zu lassen. Alesi versuchte zunächst, das Rennen auf Slicks fortzusetzen, um die Zeit des Boxenstopps einzusparen. Dies brachte ihn zwischenzeitlich bis auf den zweiten Rang nach vorn. Nach acht Runden musste er jedoch einsehen, dass diese Strategie keinen dauerhaften Erfolg versprach und ließ ebenfalls seine Reifen wechseln. Wenig später musste er infolge eines Motorschadens aufgeben.
Mansell siegte vor Patrese, Brundle, Häkkinen, Comas und Herbert. Für Williams war dies bereits der fünfte Doppelsieg des Jahres. Brundle stand in seinem 98. Rennen zum ersten Mal in seiner Karriere auf dem Podest.

## Meldeliste
| Team                           | Nr. | Fahrer               | Chassis        | Motor                       | Reifen |
| ------------------------------ | --- | -------------------- | -------------- | --------------------------- | ------ |
| Honda Marlboro McLaren         | 01  | Ayrton Senna         | McLaren MP4/7A | Honda RA122E 3.5 V12        | G      |
| Honda Marlboro McLaren         | 02  | Gerhard Berger       | McLaren MP4/7A | Honda RA122E 3.5 V12        | G      |
| Tyrrell Racing Organisation    | 03  | Olivier Grouillard   | Tyrrell 020B   | Ilmor 2175A 3.5 V10         | G      |
| Tyrrell Racing Organisation    | 04  | Andrea de Cesaris    | Tyrrell 020B   | Ilmor 2175A 3.5 V10         | G      |
| Canon Williams Team            | 05  | Nigel Mansell        | Williams FW14B | Renault RS3C 3.5 V10        | G      |
| Canon Williams Team            | 06  | Riccardo Patrese     | Williams FW14B | Renault RS3C 3.5 V10        | G      |
| Motor Racing Developments      | 07  | Eric van de Poele    | Brabham BT60B  | Judd GV 3.5 V10             | G      |
| Motor Racing Developments      | 08  | Damon Hill           | Brabham BT60B  | Judd GV 3.5 V10             | G      |
| Footwork Mugen Honda           | 09  | Michele Alboreto     | Footwork FA13  | Mugen-Honda MF-351H 3.5 V10 | G      |
| Footwork Mugen Honda           | 10  | Aguri Suzuki         | Footwork FA13  | Mugen-Honda MF-351H 3.5 V10 | G      |
| Team Lotus                     | 11  | Mika Häkkinen        | Lotus 107      | Ford Cosworth HB 3.5 V8     | G      |
| Team Lotus                     | 12  | Johnny Herbert       | Lotus 107      | Ford Cosworth HB 3.5 V8     | G      |
| Fondmetal                      | 14  | Andrea Chiesa        | Fondmetal GR02 | Ford Cosworth HB 3.5 V8     | G      |
| Fondmetal                      | 15  | Gabriele Tarquini    | Fondmetal GR02 | Ford Cosworth HB 3.5 V8     | G      |
| March F1                       | 16  | Karl Wendlinger      | March CG911    | Ilmor 2175A 3.5 V10         | G      |
| March F1                       | 17  | Paul Belmondo        | March CG911    | Ilmor 2175A 3.5 V10         | G      |
| Camel Benetton Ford            | 19  | Michael Schumacher   | Benetton B192  | Ford Cosworth HB 3.5 V8     | G      |
| Camel Benetton Ford            | 20  | Martin Brundle       | Benetton B192  | Ford Cosworth HB 3.5 V8     | G      |
| BMS Scuderia Italia            | 21  | JJ Lehto             | Dallara 192    | Ferrari 037 3.5 V12         | G      |
| BMS Scuderia Italia            | 22  | Pierluigi Martini    | Dallara 192    | Ferrari 037 3.5 V12         | G      |
| Minardi Team                   | 23  | Christian Fittipaldi | Minardi M192   | Lamborghini 3512 3.5 V12    | G      |
| Minardi Team                   | 24  | Gianni Morbidelli    | Minardi M192   | Lamborghini 3512 3.5 V12    | G      |
| Ligier Gitanes Blondes         | 25  | Thierry Boutsen      | Ligier JS37    | Renault RS3C 3.5 V10        | G      |
| Ligier Gitanes Blondes         | 26  | Érik Comas           | Ligier JS37    | Renault RS3C 3.5 V10        | G      |
| Scuderia Ferrari               | 27  | Jean Alesi           | Ferrari F92A   | Ferrari 040 3.5 V12         | G      |
| Scuderia Ferrari               | 28  | Ivan Capelli         | Ferrari F92A   | Ferrari 040 3.5 V12         | G      |
| Central Park Venturi Larrousse | 29  | Bertrand Gachot      | Venturi LC92   | Lamborghini 3512 3.5 V12    | G      |
| Central Park Venturi Larrousse | 30  | Ukyō Katayama        | Venturi LC92   | Lamborghini 3512 3.5 V12    | G      |
| Sasol Jordan Yamaha            | 32  | Stefano Modena       | Jordan 192     | Yamaha OX99 3.5 V12         | G      |
| Sasol Jordan Yamaha            | 33  | Maurício Gugelmin    | Jordan 192     | Yamaha OX99 3.5 V12         | G      |

## Klassifikationen

### Qualifying
| Pos. | Fahrer               | Konstrukteur         | 1. Qualifikationstraining | 1. Qualifikationstraining | 2. Qualifikationstraining | 2. Qualifikationstraining | Start |
| Pos. | Fahrer               | Konstrukteur         | Zeit                      | Ø-Geschwindigkeit         | Zeit                      | Ø-Geschwindigkeit         | Start |
| ---- | -------------------- | -------------------- | ------------------------- | ------------------------- | ------------------------- | ------------------------- | ----- |
| 01   | Nigel Mansell        | Williams-Renault     | 1:15,047                  | 203,872 km/h              | 1:13,864                  | 207,137 km/h              | 01    |
| 02   | Riccardo Patrese     | Williams-Renault     | 1:15,551                  | 202,512 km/h              | 1:14,332                  | 205,833 km/h              | 02    |
| 03   | Ayrton Senna         | McLaren-Honda        | 1:16,892                  | 198,980 km/h              | 1:15,199                  | 203,460 km/h              | 03    |
| 04   | Gerhard Berger       | McLaren-Honda        | 1:16,944                  | 198,846 km/h              | 1:15,316                  | 203,144 km/h              | 04    |
| 05   | Michael Schumacher   | Benetton-Ford        | 1:16,969                  | 198,781 km/h              | 1:15,569                  | 202,464 km/h              | 05    |
| 06   | Jean Alesi           | Ferrari              | 1:17,686                  | 196,947 km/h              | 1:16,118                  | 201,004 km/h              | 06    |
| 07   | Martin Brundle       | Benetton-Ford        | 1:17,638                  | 197,068 km/h              | 1:16,151                  | 200,917 km/h              | 07    |
| 08   | Ivan Capelli         | Ferrari              | 1:18,152                  | 195,772 km/h              | 1:16,443                  | 200,149 km/h              | 08    |
| 09   | Thierry Boutsen      | Ligier-Renault       | 1:18,179                  | 195,705 km/h              | 1:16,806                  | 199,203 km/h              | 09    |
| 10   | Érik Comas           | Ligier-Renault       | 1:17,637                  | 197,071 km/h              | 1:16,938                  | 198,861 km/h              | 10    |
| 11   | Mika Häkkinen        | Lotus-Ford           | 1:18,327                  | 195,335 km/h              | 1:16,999                  | 198,704 km/h              | 11    |
| 12   | Johnny Herbert       | Lotus-Ford           | 1:18,168                  | 195,732 km/h              | 1:17,257                  | 198,040 km/h              | 12    |
| 13   | Bertrand Gachot      | Venturi-Lamborghini  | 1:18,864                  | 194,005 km/h              | 1:17,442                  | 197,567 km/h              | 13    |
| 14   | Michele Alboreto     | Footwork-Mugen-Honda | 1:19,291                  | 192,960 km/h              | 1:17,508                  | 197,399 km/h              | 14    |
| 15   | Aguri Suzuki         | Footwork-Mugen-Honda | 1:19,022                  | 193,617 km/h              | 1:17,548                  | 197,297 km/h              | 15    |
| 16   | Gianni Morbidelli    | Minardi-Lamborghini  | 1:19,110                  | 193,402 km/h              | 1:17,667                  | 196,995 km/h              | 16    |
| 17   | JJ Lehto             | Dallara-Ferrari      | 1:19,279                  | 192,989 km/h              | 1:17,677                  | 196,970 km/h              | 17    |
| 18   | Ukyō Katayama        | Venturi-Lamborghini  | 1:19,819                  | 191,684 km/h              | 1:17,709                  | 196,888 km/h              | 18    |
| 19   | Andrea de Cesaris    | Tyrrell-Ilmor        | 1:20,029                  | 191,181 km/h              | 1:17,868                  | 196,486 km/h              | 19    |
| 20   | Stefano Modena       | Jordan-Yamaha        | 1:18,905                  | 193,904 km/h              | 1:17,901                  | 196,403 km/h              | 20    |
| 21   | Karl Wendlinger      | March-Ilmor          | 1:18,596                  | 194,666 km/h              | 1:17,937                  | 196,312 km/h              | 21    |
| 22   | Olivier Grouillard   | Tyrrell-Ilmor        | 1:19,204                  | 193,172 km/h              | 1:17,989                  | 196,182 km/h              | 22    |
| 23   | Gabriele Tarquini    | Fondmetal-Ford       | 1:19,146                  | 193,314 km/h              | 1:17,993                  | 196,171 km/h              | 23    |
| 24   | Maurício Gugelmin    | Jordan-Yamaha        | 1:19,574                  | 192,274 km/h              | 1:18,337                  | 195,310 km/h              | 24    |
| 25   | Pierluigi Martini    | Dallara-Ferrari      | 1:18,634                  | 194,572 km/h              | 1:18,586                  | 194,691 km/h              | 25    |
| 26   | Andrea Chiesa        | Fondmetal-Ford       | 1:19,835                  | 191,645 km/h              | 1:18,701                  | 194,407 km/h              | 26    |
| DNQ  | Paul Belmondo        | March-Ilmor          | 1:19,963                  | 191,338 km/h              | 1:19,354                  | 192,807 km/h              | –     |
| DNQ  | Christian Fittipaldi | Minardi-Lamborghini  | 1:20,062                  | 191,102 km/h              | –                         | –                         | –     |
| DNQ  | Eric van de Poele    | Brabham-Judd         | 1:21,594                  | 187,514 km/h              | 1:20,139                  | 190,918 km/h              | –     |
| DNQ  | Damon Hill           | Brabham-Judd         | 1:21,412                  | 187,933 km/h              | 1:22,495                  | 185,466 km/h              | –     |

### Rennen
| Pos. | Fahrer             | Konstrukteur         | Runden | Stopps | Zeit        | Start | Schnellste Runde |
| ---- | ------------------ | -------------------- | ------ | ------ | ----------- | ----- | ---------------- |
| 01   | Nigel Mansell      | Williams-Renault     | 69     | 1      | 1:38:08,459 | 01    | 1:17,070         |
| 02   | Riccardo Patrese   | Williams-Renault     | 69     | 1      | + 46,447    | 02    | 1:18,006         |
| 03   | Martin Brundle     | Benetton-Ford        | 69     | 1      | + 1:12,579  | 07    | 1:18,636         |
| 04   | Mika Häkkinen      | Lotus-Ford           | 68     | 0      | + 1 Runde   | 11    | 1:18,526         |
| 05   | Érik Comas         | Ligier-Renault       | 68     | 0      | + 1 Runde   | 10    | 1:18,660         |
| 06   | Johnny Herbert     | Lotus-Ford           | 68     | 0      | + 1 Runde   | 12    | 1:19,252         |
| 07   | Michele Alboreto   | Footwork-Mugen-Honda | 68     | 0      | + 1 Runde   | 14    | 1:19,542         |
| 08   | Gianni Morbidelli  | Minardi-Lamborghini  | 68     | 1      | + 1 Runde   | 16    | 1:19,944         |
| 09   | JJ Lehto           | Dallara-Ferrari      | 67     | 0      | + 2 Runden  | 17    | 1:20,133         |
| 10   | Pierluigi Martini  | Dallara-Ferrari      | 67     | 0      | + 2 Runden  | 25    | 1:19,742         |
| 11   | Olivier Grouillard | Tyrrell-Ilmor        | 66     | 0      | + 3 Runden  | 22    | 1:20,222         |
| –    | Jean Alesi         | Ferrari              | 61     | 1      | DNF         | 06    | 1:18,431         |
| –    | Andrea de Cesaris  | Tyrrell-Ilmor        | 51     | 0      | DNF         | 19    | 1:19,525         |
| –    | Ukyō Katayama      | Venturi-Lamborghini  | 49     | 0      | DNF         | 18    | 1:18,714         |
| –    | Thierry Boutsen    | Ligier-Renault       | 46     | 0      | DNF         | 09    | 1:19,139         |
| –    | Ivan Capelli       | Ferrari              | 38     | 0      | DNF         | 08    | 1:19,324         |
| –    | Karl Wendlinger    | March-Ilmor          | 33     | 0      | DNF         | 21    | 1:21,074         |
| –    | Stefano Modena     | Jordan-Yamaha        | 25     | 0      | DNF         | 20    | 1:21,070         |
| –    | Aguri Suzuki       | Footwork-Mugen-Honda | 20     | 0      | DNF         | 15    | 1:20,965         |
| –    | Michael Schumacher | Benetton-Ford        | 17     | 1      | DNF         | 05    | 1:19,939         |
| –    | Gerhard Berger     | McLaren-Honda        | 10     | 0      | DNF         | 04    | 1:20,213         |
| –    | Gabriele Tarquini  | Fondmetal-Ford       | 6      | 0      | DNF         | 23    | 1:23,438         |
| –    | Ayrton Senna       | McLaren-Honda        | 0      | 0      | DNF         | 03    | –                |
| –    | Bertrand Gachot    | Venturi-Lamborghini  | 0      | 0      | DNF         | 13    | –                |
| –    | Maurício Gugelmin  | Jordan-Yamaha        | 0      | 0      | DNF         | 24    | –                |
| –    | Andrea Chiesa      | Fondmetal-Ford       | 0      | 0      | DNF         | 26    | –                |

## WM-Stände nach dem Rennen
Die ersten sechs des Rennens bekamen 10, 6, 4, 3, 2 bzw. 1 Punkt(e).

### Fahrerwertung
| Pos. | Fahrer             | Konstrukteur         | Punkte |
| ---- | ------------------ | -------------------- | ------ |
| 01   | Nigel Mansell      | Williams-Renault     | 66     |
| 02   | Riccardo Patrese   | Williams-Renault     | 34     |
| 03   | Michael Schumacher | Benetton-Ford        | 26     |
| 04   | Ayrton Senna       | McLaren-Honda        | 18     |
| 05   | Gerhard Berger     | McLaren-Honda        | 18     |
| 06   | Jean Alesi         | Ferrari              | 11     |
| 07   | Martin Brundle     | Benetton-Ford        | 9      |
| 08   | Michele Alboreto   | Footwork-Mugen-Honda | 5      |
| 09   | Mika Häkkinen      | Lotus-Ford           | 4      |
| 10   | Andrea de Cesaris  | Tyrrell-Ilmor        | 4      |
| 11   | Karl Wendlinger    | March-Ilmor          | 3      |
| 12   | Érik Comas         | Ligier-Renault       | 3      |
| 13   | Ivan Capelli       | Ferrari              | 2      |
| 14   | Pierluigi Martini  | Dallara-Ferrari      | 2      |
| 15   | Johnny Herbert     | Lotus-Ford           | 2      |

| Pos. | Fahrer               | Konstrukteur         | Punkte |
| ---- | -------------------- | -------------------- | ------ |
| 16   | Bertrand Gachot      | Venturi-Lamborghini  | 1      |
| 17   | Aguri Suzuki         | Footwork-Mugen-Honda | 0      |
| 18   | Maurício Gugelmin    | Jordan-Yamaha        | 0      |
| 19   | Gianni Morbidelli    | Minardi-Lamborghini  | 0      |
| 20   | JJ Lehto             | Dallara-Ferrari      | 0      |
| 21   | Christian Fittipaldi | Minardi-Lamborghini  | 0      |
| 22   | Olivier Grouillard   | Tyrrell-Ilmor        | 0      |
| 23   | Ukyō Katayama        | Venturi-Lamborghini  | 0      |
| 24   | Thierry Boutsen      | Ligier-Renault       | 0      |
| 25   | Paul Belmondo        | March-Ilmor          | 0      |
| 26   | Eric van de Poele    | Brabham-Judd         | 0      |
| –    | Gabriele Tarquini    | Fondmetal-Ford       | 0      |
| –    | Stefano Modena       | Jordan-Yamaha        | 0      |
| –    | Andrea Chiesa        | Fondmetal-Ford       | 0      |
| –    | Roberto Moreno       | Andrea Moda-Judd     | 0      |

### Konstrukteurswertung
| Pos. | Konstrukteur         | Punkte |
| ---- | -------------------- | ------ |
| 01   | Williams-Renault     | 100    |
| 02   | McLaren-Honda        | 36     |
| 03   | Benetton-Ford        | 35     |
| 04   | Ferrari              | 13     |
| 05   | Lotus-Ford           | 6      |
| 06   | Footwork-Mugen-Honda | 5      |
| 07   | Tyrrell-Ilmor        | 4      |
| 08   | Ligier-Renault       | 3      |

| Pos. | Konstrukteur        | Punkte |
| ---- | ------------------- | ------ |
| 09   | March-Ilmor         | 3      |
| 10   | Dallara-Ferrari     | 2      |
| 11   | Venturi-Lamborghini | 1      |
| 12   | Jordan-Yamaha       | 0      |
| 13   | Minardi-Lamborghini | 0      |
| 14   | Brabham-Judd        | 0      |
| –    | Fondmetal-Ford      | 0      |
| –    | Andrea Moda-Judd    | 0      |